# Ludwig Busse
Carl Heinrich August Ludwig Busse, född den 27 september 1862 i Braunschweig, död den 13 september 1907,  var en tysk filosof.
Busse, som var professor i Tokyo och senare i Halle, företrädde en huvudsakligen till Hermann Lotze ansluten metafysik (Philosophie und Erkenntnistheorie, 1894): allt subjektivt tankenödvändigt är även objektivt verkligt, allt varande – principer, fakta och värden – häntyder på en absolut, gudomlig tillvaro som översta källa. Bekant är hans försvar för själssubstansen och bekämpande av den psykofysiska parallellismen (Geist und Körper, Seele und Lieb, 1903).